# Mary Bowes-Lyon
Mary Frances Bowes-Lyon (Angus, 30 agosto 1883 – Inveresk, 8 febbraio 1961) è stata una nobildonna britannica, era la zia materna e madrina di Elisabetta II.

## Biografia
Era la figlia di Claude Bowes-Lyon, XIV conte di Strathmore e Kinghorne, e di sua moglie, Lady Cecilia Cavendish-Bentinck.

## Matrimonio
Sposò, il 24 luglio 1910 a Westminster, Sidney Buller-Fullerton-Elphinstone, XVI Lord Elphinstone (27 luglio 1869-28 novembre 1955). Ebbero cinque figli:
- Lady Mary Elizabeth Elphinstone (1º luglio 1911 - 16 maggio 1980);
- John Elphinstone, XVII Lord Elphinstone (22 marzo 1914 - 15 novembre 1975);
- Lady Jean Costance Elphinstone (3 aprile 1915 - 29 novembre 1999), sposò John Wills, ebbero quattro figli;
- reverendo Andrew Charles Victor Elphinstone (10 novembre 1918 - 19 marzo 1975), sposò Jean Hambro, ebbero due figli;
- Lady Margaret Elphinstone (9 giugno 1925 - 25 novembre 2016), sposò Denys Rhodes, ebbero quattro figli.

## Morte
Morì l'8 febbraio 1961, a Inveresk, in Scozia.

## Ascendenza
|                                 |                                 |                                       | Genitori                                |  |  | Nonni |  |  | Bisnonni                              |  |  | Trisnonni              |  |
|                                 |                                 |                                       |                                         |  |  |       |  |  | Thomas George Lyon-Bowes, Lord Glamis |  |  | Lord Thomas Bowes-Lyon |  |
|                                 |                                 |                                       |                                         |  |  |       |  |  | Thomas George Lyon-Bowes, Lord Glamis |  |  | Lord Thomas Bowes-Lyon |  |
|                                 |                                 | Mary Elizabeth Louisa Carpenter       |                                         |  |  |       |  |  | Thomas George Lyon-Bowes, Lord Glamis |  |  |                        |  |
| Lord Claude Bowes-Lyon          |                                 |                                       |                                         |  |  |       |  |  | Thomas George Lyon-Bowes, Lord Glamis |  |  |                        |  |
|                                 |                                 | Charlotte Grimstead                   | Joseph Valentine Grimstead              |  |  |       |  |  |                                       |  |  |                        |  |
|                                 |                                 | Charlotte Grimstead                   | Joseph Valentine Grimstead              |  |  |       |  |  |                                       |  |  |                        |  |
|                                 |                                 | Charlotte Grimstead                   | Charlotte Jane Sarah Walsh              |  |  |       |  |  |                                       |  |  |                        |  |
| Lord Claude Bowes-Lyon          |                                 | Charlotte Grimstead                   |                                         |  |  |       |  |  |                                       |  |  |                        |  |
|                                 |                                 | Oswald Smith                          | George Smith                            |  |  |       |  |  |                                       |  |  |                        |  |
|                                 |                                 | Oswald Smith                          | George Smith                            |  |  |       |  |  |                                       |  |  |                        |  |
|                                 |                                 | Oswald Smith                          | Frances Mary Mosley                     |  |  |       |  |  |                                       |  |  |                        |  |
| Frances Dora Smith              |                                 | Oswald Smith                          |                                         |  |  |       |  |  |                                       |  |  |                        |  |
|                                 |                                 | Henrietta Mildred Hodgson             | Rev. Robert Hodgson                     |  |  |       |  |  |                                       |  |  |                        |  |
|                                 |                                 | Henrietta Mildred Hodgson             | Rev. Robert Hodgson                     |  |  |       |  |  |                                       |  |  |                        |  |
|                                 |                                 | Henrietta Mildred Hodgson             | Mary Tucker                             |  |  |       |  |  |                                       |  |  |                        |  |
| Mary Bowes-Lyon                 |                                 | Henrietta Mildred Hodgson             |                                         |  |  |       |  |  |                                       |  |  |                        |  |
|                                 | Lord Charles Cavendish-Bentinck | Lord William Henry Cavendish-Bentinck |                                         |  |  |       |  |  |                                       |  |  |                        |  |
|                                 | Lord Charles Cavendish-Bentinck | Lord William Henry Cavendish-Bentinck |                                         |  |  |       |  |  |                                       |  |  |                        |  |
|                                 | Lord Charles Cavendish-Bentinck | Dorothy Cavendish                     |                                         |  |  |       |  |  |                                       |  |  |                        |  |
| Rev. Charles Cavendish-Bentinck | Lord Charles Cavendish-Bentinck |                                       |                                         |  |  |       |  |  |                                       |  |  |                        |  |
|                                 |                                 | Lady Anne Wellesly                    | Richard Wellesley, I marchese Wellesley |  |  |       |  |  |                                       |  |  |                        |  |
|                                 |                                 | Lady Anne Wellesly                    | Richard Wellesley, I marchese Wellesley |  |  |       |  |  |                                       |  |  |                        |  |
|                                 |                                 | Lady Anne Wellesly                    | Hyacinthe-Gabrielle Roland              |  |  |       |  |  |                                       |  |  |                        |  |
| Lady Cecilia Cavendish-Bentinck |                                 | Lady Anne Wellesly                    |                                         |  |  |       |  |  |                                       |  |  |                        |  |
|                                 |                                 | Edwyn Burnaby                         | Edwyn Andrew Burnaby                    |  |  |       |  |  |                                       |  |  |                        |  |
|                                 |                                 | Edwyn Burnaby                         | Edwyn Andrew Burnaby                    |  |  |       |  |  |                                       |  |  |                        |  |
|                                 |                                 | Edwyn Burnaby                         | Mary Browne                             |  |  |       |  |  |                                       |  |  |                        |  |
| Louisa Burnaby                  |                                 | Edwyn Burnaby                         |                                         |  |  |       |  |  |                                       |  |  |                        |  |
|                                 |                                 | Anne Caroline Salisbury               | Thomas Salisbury                        |  |  |       |  |  |                                       |  |  |                        |  |
|                                 |                                 | Anne Caroline Salisbury               | Thomas Salisbury                        |  |  |       |  |  |                                       |  |  |                        |  |
|                                 |                                 | Anne Caroline Salisbury               | Frances Webb                            |  |  |       |  |  |                                       |  |  |                        |  |
|                                 |                                 | Anne Caroline Salisbury               |                                         |  |  |       |  |  |                                       |  |  |                        |  |